# Maria Gräfnings
Maria Gräfnings, född  
29 oktober 1985 i Falun,  är en svensk längdskidåkare som specialiserat sig på långlopp.
Gräfnings vann Skejtvasans damklass och Kristinaloppet år 2006. Hon kom på niondeplats i damklassen i Vasaloppet år 2014 och på femte plats fem år senare.
Hennes bästa placering i Världscupen i längdåkning är en 16:e plats i skiathlon vid tävlingarna i Rybinsk år 2015.
Säsongen 2018/19 vann hon FIS Marathon Cup genom segrar i Vasaloppet China, Dolomitenlauf, Tartu Maraton, Finlandialoppet och Ugra Ski Marathon samt en andraplats i König-Ludwig-Lauf.
Gräfnings är universitetsadjunkt i medicinsk vetenskap vid Högskolan  Dalarna.